# Micropeza appendiculata
Micropeza appendiculata är en tvåvingeart som beskrevs av Ignaz Rudolph Schiner 1868. Micropeza appendiculata ingår i släktet Micropeza och familjen skridflugor. Inga underarter finns listade i Catalogue of Life.